# دون دجرادي
دون داجرادي (1 مارس 1911 - 4 أغسطس 1991)، كان كاتبًا في شركة والت ديزني بدأ عمله كفنان تخطيط في أربعينيات القرن العشرين، انتقل في النهاية إلى ميزات الرسوم المتحركة مع فيلم فيلم النبيلة والشارد في عام 1955. عمل أيضًا كمستشار في الألوان والتصميم أو التسلسل في العديد من الصور المتحركة الأخرى لشركة ديزني. كان أعظم إنجازاته هو السيناريو المرئي لفيلم ماري بوبينز في عام 1964 والذي شارك فيه بترشيح أوسكار لأفضل سيناريو مقتبس مع بيل والش.
توفي دون داجرادي في 4 أغسطس 1991 في فرايداي هاربور بواشنطن. بعد وفاته تم تسميته بأسطورة ديزني، 

## روابط خارجية
دون دجرادي على موقع IMDb (الإنجليزية)
- دون دجرادي على موقع ألو سيني (الفرنسية)
- دون دجرادي على موقع ميوزك برينز (الإنجليزية)
- دون دجرادي على موقع أول موفي (الإنجليزية)
- دون دجرادي على موقع قاعدة بيانات الأفلام السويدية (السويدية)
- دون دجرادي على موقع قاعدة بيانات الفيلم (الإنجليزية)
- دون دجرادي على موقع كينوبويسك (الروسية)